# ریوخا ۲۰۹۰۸۳
سیارک ۲۰۹۰۸۳ (به انگلیسی: 209083 Rioja، نامگذاری:2003SN15)۲۰۹۰۸۳مین سیارک کشف شده‌است که در ۱۷ سپتامبر ۲۰۰۳ کشف شد.